# Морозенко, Михаил Алексеевич
Михаил Алексеевич Морозенко (20 ноября 1911 — 26 августа 1972) — советский военнослужащий, Герой Советского Союза (1945), участник Великой Отечественной войны.

## Биография
Михаил Алексеевич Морозенко родился 20 ноября 1911 года в городе Гельзенкирхен, Северный Рейн-Вестфалия, Германская империя, в юношестве переехал в город Орёл, где работал на обувной фабрике и в органах НКВД.
- 1941 — в действующей Красной Армии (с октября). Сражался на Западном, Сталинградском, Центральном, 1-м Белорусском фронтах.
- 1943 — окончил Высшие тактические курсы командного состава «Выстрел».
- 1943 — член КПСС.
- 1945 — в составе 60-й гвардейской стрелковой дивизии преодолел Одер, участвовал в боях и захвате плацдарма у населённого пункта Геншмар (земля Бранденбург, Германия) северо-западнее города Кюстрин (Костшин-над-Одрой).
- 1945 — присвоено звание Героя Советского Союза за героизм в Варшавско-Познанской наступательной операции 1-го Белорусского фронта на территории Польши (указом Президиума Верховного Совета СССР от 27 февраля 1945 года). Командир роты 177-го гвардейского стрелкового Кишинёвского полка (60-я гвардейская стрелковая Павлоградская Краснознамённая дивизия, 5-я ударная армия, 1-й Белорусский фронт), гвардии старший лейтенант.
- 1945 — в апреле в составе 60-й гвардейской стрелковой дивизии участвовал в Берлинской стратегической наступательной операции и в штурме Берлина. 17 апреля форсировал реки Альте-Одер и Штобберов, после чего участвовал в штурме Марцана — восточного пригорода Берлина.
- 1946 — капитан в запасе.
- 1948 — в звании майора начал службу в войсках МВД.

Умер 26 августа 1972 года в Орле. Похоронен в звании полковника МВД на Троицком военном кладбище в городе Орле.

## Награды и признание
- Герой Советского Союза (№ 5643, указ от 27 февраля 1945 года)[1].
- Орден Ленина (№ 34620)[1].
- Орден Красной Звезды.
- Медали.